# 우오자토 나오야
우오자토 나오야(일본어: 魚里 直哉, 1995년 8월 3일~)는 일본의 축구 선수이다.

## 구단 경력
그는 2018년 J1리그의 세레소 오사카에 입단했다. 2018년 8월 J3리그의 가이나레 돗토리로 이적했다. 2022년까지 126경기에 출전하여, 6득점을 넣었다. 2023년 J2리그의 후지에다 MYFC로 이적했다. 2024년 J3리그의 테게바자로 미야자키로 이적했다.